# Championnats de Bulgarie de tennis de table
Les Championnats de Bulgarie de tennis de table sont une compétition organisée par la Fédération bulgare de tennis de table depuis 1949 pour les joueurs de tennis de table bulgares, dont les vainqueurs remportent le titre de champion de Bulgarie.

## Histoire
Petyo Krastev et Stanislav Golovanov dominent l'histoire récente des championnats chez les messieurs.
Alexandrov Teodor alors licencié au SAG Cestas remporte l'édition 2020.

## Palmarès
| Année              | N° | Simple messieurs    | Simple dames      | Double messieurs                        | Double dames                             | Double mixte                        |
| ------------------ | -- | ------------------- | ----------------- | --------------------------------------- | ---------------------------------------- | ----------------------------------- |
| 2009               | 60 | Stanislav Golovanov |                   |                                         |                                          |                                     |
| 2010 Varna         | 61 | Stanislav Golovanov |                   |                                         |                                          |                                     |
| 2011               | 62 | Stanislav Golovanov |                   |                                         |                                          |                                     |
| 2012               | 63 | Stanislav Golovanov | Asya Kasabova (5) |                                         |                                          |                                     |
| 2018               |    | Petyo Krastev       | Polina Trifonova  | Teodor Alexandrov/Denislav Kodzhabashev | Maria Yovkova/Polina Trifonova           | Denislav Kodzhabashev/Maria Yovkova |
| 2019 Panagyurichté |    | Petyo Krastev       | Polina Trifonova  | Teodor Alexandrov/Denislav Kodzhabashev | Maria Yovkova/Polina Trifonova           | Golovanov/Trifonova                 |
| 2020               |    | Alexandrov Teodor   | Polina Trifonova  |                                         |                                          |                                     |
| 2022               |    | Petyo Krastev       | Polina Trifonova  |                                         |                                          |                                     |
| 2023               |    | Petyo Krastev       | Maria Yovkova     | Vladimir Petkov Ivaylo Kosev            | Nakova Nelia Tushlekova Krastina Ivanova | Vladimir Petkov Viktoria Persova    |